# Bla
Pour les articles homonymes, voir Bla.
Bla est une ville et une commune rurale malienne de l'arrondissement central de Bla, chef-lieu du cercle de Bla dans la région de Ségou. 

## Géographie
Elle est reliée par la route nationale 7 et la RN 6 (axe Bamako-Mopti) à la ville de Ségou dont elle est distante de 80 km. La ville est drainée par le marigot N'Donogo dans le bassin versant du Bani.
| Diena   | Touna   | Kazangasso, Korodougou |
| Niala   | Bla     | Kemeni                 |
| Beguené | Somasso | Dougouolo              |

## Histoire
Bla est érigée en chef-lieu de cercle rattaché à la région de Ségou en juillet 1977.

## Villages
La commune rurale s'étend sur 16 localités relevées lors du recensement général de 2009. 
Les villages les plus peuplés sont :
- Bla (21 914 habitants) ;
- Kamona (3 660 habitants) ;
- Diédala (3 304 habitants).

La loi 2023-007 attribue à la commune rurale 19 villages  :
- Bla
- Dakoumani
- Tébéla
- Sorofing
- Bankoumana
- Nitia
- Talla
- Wakoro
- Diédala
- M'Piéna
- Toukoro
- Bari
- Kamona
- Mamou
- N'Tonina
- Bankoumana II
- Farakala I
- Farakala II
- Kamona II

## Politique
| Année | Député élu               | Parti politique |
| ----- | ------------------------ | --------------- |
| 2020  | honorable Harouna Traoré | RPM             |
| 2009  | Galama Seydou Dao        | MPR             |
| 2016  | Mamadou Samaké           | RPM             |

## Démographie
La population de la ville de Bla a presque quadruplé en 33 ans entre 1976 et 2009. La population communale compte plus du double d'habitant, et elle a aussi connu une forte croissance passant de 27 568 à 45 474 habitants, entre les recensements de 1998 et de 2009.
| 1976  | 1987  | 1998   | 2009   |
| ----- | ----- | ------ | ------ |
| 5 749 | 9 890 | 12 879 | 21 914 |

## Société
Le 24 novembre 2009, le Centre d’autopromotion des femmes de Bla a été inauguré en présence de Mme Maiga Sina Demba, ministre de la promotion de la femme et de l’enfant. Ce centre "d’écoute et d’échange d’expériences entre les femmes " mène également des actions de sensibilisation au Sida.